# Lantenay (Ain)
Lantenay – miejscowość i gmina we Francji, w regionie Owernia-Rodan-Alpy, w departamencie Ain.

## Demografia
Według danych na styczeń 2012 roku gminę zamieszkiwało 271 osób, a gęstość zaludnienia wynosiła 41,1 osób/km².